# Marco Porcio Catone (tribuno della plebe)
Il tribuno Marco Porcio Catone (fl. II secolo a.C.), padre dell'Uticense, era figlio di Marco Porcio Catone Saloniano e quindi nipote di Catone il Censore e di Solonia.
Sposò Livia Drusa, sorella del tribuno Marco Livio Druso, dalla quale ebbe due figli: Marco Porcio Catone Uticense e Porcia, che sposò Lucio Domizio Enobarbo.
Rivestì la carica di tribuno della plebe all'inizio del I secolo a.C.
La storia del diritto romano lo ricorda per una sua celebre sentenza la cui motivazione disegnò una chiara nozione di "buona fede prenegoziale in compravendita".